# Luden (Fernsehserie)
Luden – Könige der Reeperbahn ist eine deutsche Fernsehserie, die am 3. März 2023 in das Programm des Amazon-Streaming-Dienstes Prime Video aufgenommen wurde.

## Handlung
Der Zuhälter Klaus Barkowsky steigt im Rotlichtviertel Reeperbahn in Hamburg-St. Pauli Ende der 1970er Jahre zum legendären „Lamborghini-Klaus“ auf. Er gründet mit weiteren Luden die Nutella-Bande, die sich bald mit dem etablierten Zuhälterkartell GMBH einen Kampf um die Macht und das große Geld am Kiez liefert. Doch mit der AIDS-Welle zerfällt das Geschäft und mit dem Aufkommen von Koks folgen Gewalt und Wahnsinn.
Die Handlung ist inspiriert von wahren Begebenheiten.

## Hintergrund
Die Serie wurde vom 16. August 2021 bis zum 23. November 2021 gedreht. Die Premiere erfolgte am 1. März 2023 im Kino der Berliner Kulturbrauerei, dort wurden die ersten beiden Episoden vorgestellt.

## Episoden
| Nr. | Originaltitel | Regie            |
| --- | ------------- | ---------------- |
| 1   | Jumbo Jet     | Laura Lackmann   |
| 2   | Eros Center   | Laura Lackmann   |
| 3   | Andis Bruder  | Laura Lackmann   |
| 4   | Rambazamba    | Stefan A. Lukacs |
| 5   | Gran Canaria  | Stefan A. Lukacs |
| 6   | Weiße Dame    | Stefan A. Lukacs |

## Kritiken
„Dramatisch zugespitzt ist ‚Luden‘ natürlich, doch der Sechsteiler zählt dank authentischer Inszenierung, einem tollen Ensemble und einem facettenreichen Plot zu den bisherigen Serien-Highlights des Jahres.“

„Schon lange hat keine deutsche Serie mehr so viel richtig gemacht wie „Luden“. Das beginnt damit, wenig falsch zu machen. Von Anfang an sparen sich Produzent und Drehbuchautor Rafael Parente, seine Co-Autoren Niklas Hoffmann und Peter Kocyla sowie Laura Lackmann und Stefan Lukacs, die jeweils für drei Folgen Regie führten, jede überflüssige Handreichung, jeden unnötigen Erklärdialog, jedes zu oft gesehene Bild.“

„Es macht Spaß, den Figuren bei ihrer Entwicklung im Verlauf der Serie zuzusehen, die Schauspieler sind toll, Kostüm und Kulisse sind hervorragend, die Geschichte als solche ist kurzweilig. Da fällt es auch nicht groß ins Gewicht, dass – wenn man mal ganz ehrlich ist – der Aufstieg von Klaus zum absoluten Kiez-König nur wenig glaubhaft wirkt, dafür ist er einfach zu jugendlich-naiv und wohl auch zu schwach, als dass es einem Charakter wie ihm im wahren Leben wohl tatsächlich gelungen wäre, zu solcher (Kiez-)Größe zu gelangen.“

„Das Bemühen ist erkennbar, die fast familiär frivole Stimmung auf dem Kiez einzufangen und auch ein Stück weit zu romantisieren. Fragen von sexueller Identität werden angetextet, AIDS-Krise, die zunehmende Drogenkriminalität und damit auch Brutalität. Aber an vielen Stellen bleibt das Ganze kulissenhaftes Stationentheater. Das ist schon unterhaltsam, bleibt aber hinter anderen Serien, die sich auch im modischen Rotlicht der 80er Jahre sonnen, zurück.“